# Daraga
Daraga ist eine Stadtgemeinde in der Provinz Albay auf den Philippinen, in der zahlreiche wohlhabende Familien beheimatet sind.
Die Einwohnerzahl betrug im Jahr 2000, laut Angaben des Statistischen Bundesamtes der Philippinen (National Statistics Office) ca. 128.423 Einwohner.
Das Wort „Daraga“ bedeutet „Unverheiratete Junge Frau“ und stammt laut einer Legende, aus dem Namen einer Baumart, die nur auf einem speziellen Hügel wuchs und in der heute die 1773 erbaute Barockkirche „Our Lady of the Gate Parish“ steht. Die Stadtgemeinde Daraga ist auch bekannt als „Stadt des Lächelns“.

## Geschichte
Das Wort Daraga (mit Akzent auf der letzten Silbe) bezieht sich der Legende nach, auf eine Art Baum, der in Hülle und Fülle vor allem auf der Spitze eines Hügels wuchs, wo heute die berühmte Barockkirche „Our Lady of the Gate Parish Church“ steht; sie ist ein National Cultural Treasure.
Während des 12. Jahrhunderts, sind die meisten der Migranten Händler und Siedler. Als die Spanier unter der Leitung von Juan de Salcedo in das Dorf kamen, nannten sie es Budiao, später Cagsawa. Im Jahre 1587 wurden die Evangelisierung des Ortes und Verbesserungen durch die Franziskaner-Missionare unternommen. Im Jahre 1595 wurde Cagsawa auf die Kategorie eines „visita“ angehoben und war an der Stadt Camalig angeschlossen. Fr. Alfonso de Jadraque war der erste Pfarrer von Cagsawa. Am 12. Juni 1872 übernahm der spanische Gouverneur General Simon de Anda Cagsawa und gab der Siedlung den Namen Salcedo, die später in Daraga umbenannt wurde. Im Jahr 1815 wurde eine Regierung für die Stadt organisiert und ernannten den ersten offiziellen Kapitän namens Venancio Espiritu Salomon. Unter dem Becerra Gesetz von 1892, wurde Daraga zu einem Ortsteil von Legazpi City. Im Jahr 1922 gewann Daraga ihre Autonomie zurück, die durch eine Philippinische Volksversammlung am 15. Dezember 1948 durch den Republic Act 306 in Kraft gesetzt wurde.
Daraga wurde wieder als Stadtteil von Legazpi City aufgenommen. Am 8. Juni 1954 wurde Daraga durch den Republic Act No. 993 eine Gemeinde. Im Jahr 1959 wurde der Name Daraga zu Locsin geändert. Am 17. Juni 1967, unter Republic Act 4994 wurde der Name Daraga wieder eingeführt. Daraga entwickelte sich unter dem Bürgermeister Hon. Viciente Jaucian aus der dritten Klasse Gemeinde zu einer 1. Klasse Gemeinde und diente jetzt als Gateway für Reisende von der Visayas Region nach Manila und umgekehrt.
| Jahr            | Ereignis |
| --------------- | --- |
| 12. Jahrhundert | Die frühen Siedler waren Händler. Der Name Daraga leitet sich von einer Baumart ab, die auf dem Hügel wuchs, wo heute die katholische Barockkirche steht. |
| 1587            | Evangelisation durch franziskanische Missionare. Sie nannten den Platz Budiao später Cagsawa. |
| 1595            | Cagsawa wurde ein „visita“ und an die Ortschaft Camalig angeschlossen. |
| 1814            | Ein Ausbruch des Vulkans Mayon zerstörte Cagsawa |
| 1815            | Die Gemeinderegierung wird formell eingerichtet. Barangay Captain ist Venancio Espiritu Salomon |
| 1872            | Der Name Cagsawa wurde von Simon de Anda zunächst in Salcedo geändert und später in Daraga |
| 1892            | Durch das Becerra Gesetz wurde Daraga ein Teil von Legazpi City. |
| 1922            | Daraga erhielt durch Anordnung der Philippinischen Versammlung seine Autonomie von der Provinzhauptstadt Albay, die sich aus Albay und Legazpi City zusammensetzte, zurück |
| 1948            | Durch den Republic Act Nr. 306 wurde Daraga erneut nach Legazpi City eingegliedert |
| 1954            | Durch den Republic Act Nr. 993 wurde Daraga eine selbstständige Stadtgemeinde |
| 1959            | Der Name Daraga wurde in Locsin geändert |
| 1967            | Republic Act Nr. 4994 stellte den Namen Daraga wieder her |
| 1973            | wurde erneut beschlossen, Daraga nach Legazpi City einzugliedern, der Beschluss wurde jedoch nicht vollzogen |
| 1974            | Bürgermeister der Stadt wird Hon. Vicente Jaucian und wurde als erster Bürgermeister 4× gewählt und ausgezeichnet. |
| 2006            | Taifun „Durian“ zerstört hunderte Häuser in Daraga. Mehr als 20.000 Einwohner wurden evakuiert. Tausende Einwohner wurden obdachlos und hunderte Tote waren zu beklagen. Die Naturkatastrophe war die verheerendste Katastrophe seit dem Ausbruch des Mayon Vulkans 1814 bei dem mehr als 1.000 Einwohner starben. |
| 2007            | Die bekannte Barockkirche „Our Lady of Parish Church“ auf dem Hügel Sta. Maria Hill in Daraga wird zum nationalen Kulturguterbe erklärt. |
| 2010            | Der zum 3. Mal wiedergewählte Bürgermeister Hon. Gerry R. Jaucian führt die Verhandlungen zu Errichtung eines Internationalen Flughafens in Daraga. (Bicol International Airport) |

## Geografische Lage
Die Stadtgemeinde Daraga liegt im südwestlichen Teil der Provinz Albay. Die Koordinaten liegen zwischen 123. und 124. Längengrad und zwischen 13. und 14. Breitengrad. Es ist im Norden durch Legazpi City begrenzt, im Süden durch die Provinz Sorsogon und der Gemeinde Pilar, im Osten von Legazpi City und im Westen von den Gemeinden und Camalig und Jovellar. Daraga hat eine Gesamtfläche von 118,9 Quadratkilometern. Das entspricht 4,7 Prozent der Gesamtfläche der Provinz Albay.
Die Gemeinde Daraga liegt am Schnittpunkt zwischen dem Manila South Road und der National Road und Durchqueren die Poblacion Legazpi City bis Tiwi nach der Ost-Küste der Provinz Albay. Seine Entfernungen sind etwa 181 Kilometer von der Gemeinde Daet in Camarines Provinz, 83 Kilometer von Naga City in der Provinz Camarines Sur, 7 Kilometer von Legazpi City in der Provinz Albay, 27 Kilometer von der Gemeinde Tabaco in Albay Provinz und 55 Kilometer von der Gemeinde Sorsogon Provinz. Die besondere Attraktion ist die Panoramasicht auf den Mayon Vulkan von dem Hügel wo jetzt die Barockkirche „Our Lady of the Gate Parish“ steht.

## Demographie
Die statistische Bevölkerung von 128.423 (NSO: Jahr 2000) sind auf städtische und ländliche Barangays verteilt. Die städtische Bevölkerung beträgt 48,54 %, während die ländliche Bevölkerung die restlichen 51,45 % bildet. Die Einwohnerdichte beträgt 5.659 Personen / km². Die Wachstumsrate beträgt 1,3 %.

## Klima
Die Gemeinde Daraga hat ein subtropisches Klima von den trockenen Monaten April bis Juli und einen sehr ausgeprägten Niederschlag von Oktober bis Januar. Hauptwindrichtung ist von Nordosten nach Südwesten.

## Stadtfeste / Fiesta
Daragang Magayon Festival – Die Legende besagt, dass der riesige Vulkan Mt. Mayon aus einer Liebesgeschichte entstand. Die Hauptfigur, Daragang Magayon, war bekannt für ihre Schönheit, sodass die Menschen sie umwarben.
Daragang Magayon hinterließ Spuren ihrer Wurzeln in der Stadt, die nun Daraga genannt wurde („Junges unverheiratetes Mädchen“). Ihr zu Ehren wurde das Daragang Magayon Festival ins Leben gerufen.
Das Daragang Magayon Festival basiert nicht nur auf einer Legende. Es ist sowohl eine historische als auch eine religiöse Feier der Heiligen, die zu Ehren von Nuestra Señora de la Porteria, der Schutzheiligen der Stadt, gefeiert wird.
Weitere Feste
- 4.–30. April: Magayon Festival
- 3. Mai: Santacruzan
- 7. September: Stadtfest

## Gemeinden / Baranggays
Daraga ist politisch unterteilt in 54 Baranggays.
| - Alcala - Alobo - Anislag - Bagumbayan - Balinad - Bañadero - Bañag - Bascaran - Bigao - Binitayan - Bongalon - Budiao - Burgos - Busay - Cullat - Canaron - Dela Paz - Dinoronan | - Gabawan - Gapo - Ibaugan - Ilawod Area Pob. (Dist.2) - Inarado - Kidaco - Kilicao - Kimantong - Kinawitan - Kiwalo - Lacag - Mabini - Malabog - Malobago - Maopi - Market Area Pob. (Dist. 1) - Maroroy - Matnog | - Mayon - Mi-isi - Nabasan - Namantao - Pandan - Peñafrancia - Sagpon - Salvacion - San Rafael - San Ramon - San Roque - San Vicente Grande - San Vicente Pequeño - Sipi - Tabon-tabon - Tagas - Talahib - Villahermosa |

## Politik
- 4× Bürgermeister Hon. Viciente Jaucian (verstorben)
- Bürgermeister (2007–2010): Hon. Cicero Triunfante
- Derzeitiger Bürgermeister (seit 2010) ist Hon. Gerry Rodrigueza Jaucian (Sohn des ehem. 4× gewählten Bürgermeisters), der zum 3. Mal das Amt als Bürgermeister der Stadt antritt und aus einer der einflussreichsten und populärsten Familie (Jaucian Clan) in der Provinz Albay stammt.

## Wirtschaft
Bis in die Gegenwart hat Daraga seinen Titel als die fortschrittlichste Stadt nicht nur in der Provinz Albay, sondern in der gesamten Bicol-Region behalten. Daraga wird der Standort des zukünftigen Bicol International Airport sein.
Alle großen national vorhandenen Banken sind in Daraga City vertreten:
- Allied Bank
- Metrobank
- Banco de Oro
- PNB Bank (Philippine National Bank)
- BPI Bank (Bank of the Philippine Island)
- Western Union

Daraga hat ca. 927 registrierte Unternehmen (2008). Davon 32 Bank- und Finanz-Institute, 84 Import- & Export-Unternehmen, 518 Einzelhändler, 252 Service-Geschäfte, Büros und 40 Real-Estate-Firmen.

## Sprachen
Daragueño, Bicol, Tagalog, Englisch

## Schulen
Fast jede Barangay hat eine öffentliche und eine private Grundschule, mit Ausnahme der Barangay Ilawod, Kimantong, San Roque, Sipi, Mayon und Pandan.
Colleges
Daraga Gemeinschafts-College, Concepcion College of Albay (ICCA), Bicol University Daraga Campus, College of Business Economics and Management (CBEM), College für Sozialwissenschaften und Philosophie (CSSP)

## Krankenhäuser
Im Stadtgebiet werden spezialisierte und tertiäre Gesundheitsdienstleistungen angeboten.
- Bicol Regional Training & Teaching Hospital in Barangay Sagpon
- Ludovice General Hospital in Barangay San Roque
- über 21 Kliniken in Brgy. Bañag, Sagpon, Market-Site, und Ilawod.

## Transport & Verkehr
Die Gemeinde Daraga hat ein Straßennetz von insgesamt etwa 130 Kilometern. Diese sogenannten Roads werden entweder als National-Roads, Landstraßen oder kommunale Straßen und Barangays kategorisiert. Die Barangay-Straßen umfassen den Großteil des Straßennetzes der Gemeinde. Ungefähr 25 % sind konkret gepflastert, während die restlichen 75 % in Asphalt, Schotter oder Erde versehen sind. Es gibt etwa 25 Brücken in der Gemeinde.
Die Philippine National Railways (Eisenbahn) fährt durch die Gemeinde Daraga regelmäßig auf seinem Weg nach Legazpi City oder Manila. Es gibt einen Bahnhof am Marktplatz.
Bus- und Jeepney-Terminals und Parkplätze gibt es in den Baranggays Ilawod, Market Area, Sipi und Bañag.
Flughäfen
1. Flughafen Legazpi City Airport
2. Philippine National Railways

## Tourismus
Die Gemeinde Daraga besitzt bestehende und potenzielle touristische Attraktionen und Sehenswürdigkeiten. Seine bestehende touristische Attraktionen und Sehenswürdigkeiten sind die Ruinen von Cagsawa der Cagsawa Resort & die Barockkirche „Our Lady of the Gate Parish“.
Die Cagsawa Ruinen und der Cagsawa Resort liegen in Barangay Busay. Seine herausragende Attraktion ist der Glockenturm der Kirche, die in Cagsawa Muren während des 2. Februar 1814 von dem Mayon-Vulkanausbruch unter Wasser gespült wurde, wobei mehr als 1200 Menschen starben.
Die Notre-Dame des Gate Parish wurde 1773 gebaut und steht an der Spitze des Sta. Maria Hill in Brgy. San Roque.
Die katholische Kirche wurde im Jahre 1773 von Franziskaner-Missionaren erbaut. Sie ist eine Reliquie für Kunstinteressierte wegen ihrer reichen barocken Architektur. Bei näherem Hinsehen enthält es archäologische Funde wie „Santos“, religiöse Dichtungen und auf vulkanischen Gesteinen geschnitzte Reliquien.
Weitere Sehenswürdigkeiten sind
1. Naglaos Cave in Barangay Nabasan
2. Kimantong Skydrive in Barangay in Kimantong
3. Bigao Cave in Barangay Bigao
4. Natural Spring in Barangay Canarom
5. San Rafael Cave in Barangay San Rafael
6. San Vicente Grande Cave in Barangay San Vicente Grande
7. Sumlang Lake in Barangay Salvacion.
8. Mayon Vulkan

## Fernsehkanäle
Neben den lokalen Fernsehkanälen gibt es auch viele internationale Fernseh- und Radiokanäle, die von einigen Kabelfernsehanbietern wie dem ortsansässigen DCTV Cable Network angeboten werden.
Die meisten Hotels verfügen über Kabel TV.
Lokale Fernsehkanäle
- Radio Philippines Network
- ABS-CBN
- PBN Bicol
- National Broadcasting Network
- GMA Network
- Quality TeleVision
- ACQ-Kingdom Broadcasting Network